# Breg
Il Breg (in alemanno Breeg) è un fiume tedesco del Baden-Württemberg. Costituisce il ramo sorgentifero destro e più lungo (49 chilometri) del Danubio. Nasce a 1078 m s.l.m. nella Foresta Nera, presso Furtwangen im Schwarzwald. Scorre attraverso Furtwangen e Vöhrenbach, fino ad unirsi presso la città di Donaueschingen con il Brigach dove dà origine al Danubio a 672 m s.l.m.